# 平崎貴昭
平﨑 貴昭（ひらさき たかあき、1990年7月13日 - ）は、NHKの記者、元アナウンサー。

## 人物
広島県呉市出身。広島県立呉三津田高等学校を経て、大阪大学法学部に進学。大学卒業後の2013年にNHK入局。
山口異動後に結婚などを経験したことを踏まえ、2022年度に山口の地域職員となり、2024年度からは希望してアナウンスグループから報道グループに移って記者に転身し、周南支局勤務となった。

## アナウンサー時代の担当番組
研修中
- 土曜スタジオパーク（2013年5月25日） - 新人お披露目

宮崎放送局時代
- 宮崎県のニュース・中継・リポート
- NHKニュース イブニング宮崎（不定期）
- 各種スポーツ中継（高校野球ほか）

山口放送局時代
- 情報維新!やまぐち（キャスター：2022年4月4日 - 2024年3月22日）[注釈 1]
- 第91回選抜高等学校野球大会 ラジオ実況[1]
- 大雨関連特設ニュース（2023年7月10日・全国放送） - 山口放送局から山口県の災害状況を伝えた[注釈 2]。
- 山口県のニュース・中継・リポート
- 各種スポーツ中継（高校野球ほか）

## 同期のアナウンサー
- 赤木野々花
- 井田香菜子
- 上原光紀
- 澤田彩香
- 保里小百合
- 石井隆広
- 西川典孝
- 大河内惇
- 手嶌真吾
- 大川悠介
- 北嶋右京